# Belone belone

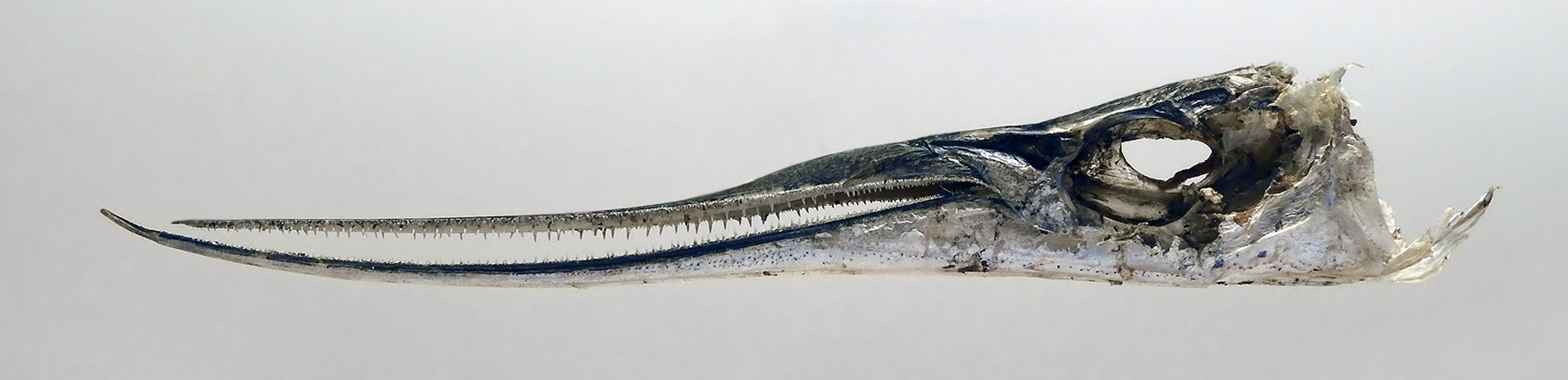
Belone belone.

Belone belone é uma espécie de peixe pertencente à família Belonidae.
A autoridade científica da espécie é Linnaeus, tendo sido descrita no ano de 1761.

## Portugal
Encontra-se presente em Portugal, onde é uma espécie nativa e ocasional.
Os seus nomes comuns são agulha ou peixe-agulha.

## Descrição
Trata-se de uma espécie de água salobra e marinha. Atinge os 93 cm de comprimento total nos indivíduos do sexo masculino.